# Dörpen
Dörpen is een gemeente in de landkreis Emsland van de Duitse deelstaat Nedersaksen. De plaats is tevens het bestuurscentrum van de Samtgemeinde Dörpen. De gemeente telt 5.447 inwoners en kent een oppervlakte van iets meer dan 33 vierkante kilometer.

## Geografie
Dörpen ligt in de zuidoostelijke driehoek van het Küstenkanal en de Eems. De hoofdstad van het landkreis, Meppen bevindt zich op ongeveer 30 km afstand ten zuiden van de plaats. Papenburg ligt op circa 15 kilometer ten noorden van Dörpen.

### Buurgemeenten
Buurgemeenten van Dörpen zijn in het noorden Heede, Lehe en Neulehe, in het oosten grenst de plaats aan de gemeente Surwold van de Samtgemeinde Nordhümmling en de gemeente Neubörger, in het zuiden grenst Dörpen aan de gemeenten Wippingen en Kluse.

## Geschiedenis
De gemeente werd vermoedelijk voor het eerst schriftelijk vermeld in 854. Dit is echter niet met zekerheid te stellen omdat de betreffende oorkonde verloren is gegaan in de loop van de tijd. De eerste keer nadien wordt de gemeente in de 10e eeuw schriftelijk vermeld.

## Politiek

### Gemeenteraad
De gemeenteraad van Dörpen telt 15 zetels. Sinds de laatste gemeenteraadsverkiezingen van 11 september 2011 zijn twee partijen in de raad vertegenwoordigd. De zetelverdeling is als volgt:
| Partij | Zetels  |
| ------ | ------- |
| CDU    | 10 (−2) |
| SPD    | 3 (-)   |
| UWD    | 2 (+2)  |

De eerstkomende gemeenteraadsverkiezingen vinden plaats in 2016.

## Infrastructuur

### Verkeer
Dörpen ligt aan de A31 tussen Emden en Bottrop. De plaats heeft ook aansluitingen op de Bundesstraße 70 en de Bundesstraße 401.

### Treinverkeer
De plaats heeft een station aan de regionale spoorlijn Münster - Emden van de maatschappij DB Regio Nedersaksen/Bremen.

### Transrapid magneetbaan

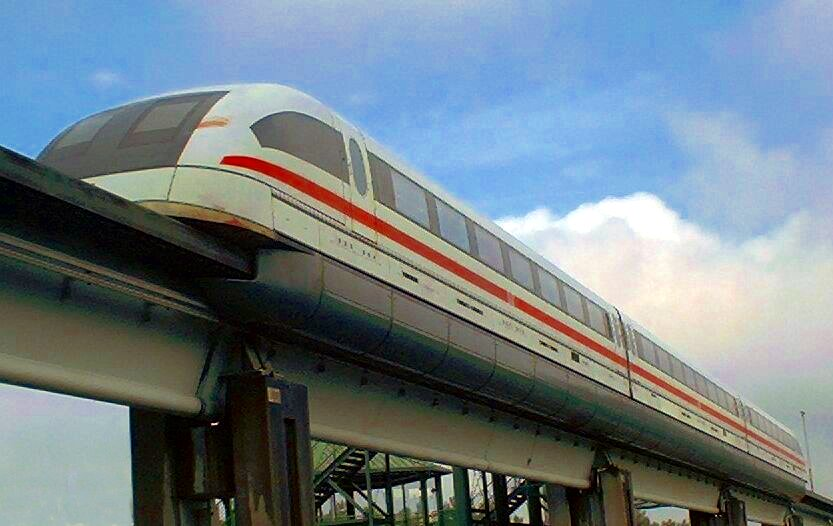
Transrapid

Ten zuidoosten van de gemeente ligt de noordbocht van de Transrapid-testbaan in het Emsland. Op 22 september 2006 vond een ernstig ongeval met de magneettrein plaats waarbij 23 doden en 10 zwaargewonden vielen.
- Gemeinsame Normdatei: 4441510-2
- Library of Congress Control Number: n93017868
- Nationale Bibliotheek van Israël: 987007535468205171
- Virtual International Authority File: 139702955
- WorldCat: E39PBJdCkH7wdM8YYpq7Xmkbh3

Andervenne ·
Bawinkel ·
Beesten ·
Bockhorst ·
Börger ·
Breddenberg ·
Dersum ·
Dohren ·
Dörpen ·
Emsbüren ·
Esterwegen ·
Freren ·
Fresenburg ·
Geeste ·
Gersten ·
Groß Berßen ·
Handrup ·
Haren (Ems) ·
Haselünne ·
Heede ·
Herzlake ·
Hilkenbrook ·
Hüven ·
Klein Berßen ·
Kluse ·
Lähden ·
Lahn ·
Langen ·
Lathen ·
Lehe ·
Lengerich ·
Lingen ·
Lorup ·
Lünne ·
Meppen ·
Messingen ·
Neubörger ·
Neulehe ·
Niederlangen ·
Oberlangen ·
Papenburg ·
Rastdorf ·
Renkenberge ·
Rhede ·
Salzbergen ·
Schapen ·
Sögel ·
Spahnharrenstätte ·
Spelle ·
Stavern ·
Surwold ·
Sustrum ·
Thuine ·
Twist ·
Vrees ·
Walchum ·
Werlte ·
Werpeloh ·
Wettrup ·
Wippingen